# Pir Muhammad ibn Djahangir
Pir Muhammad est un prince timouride né vers 1374 et mort en 1407. Petit-fils et successeur désigné de Tamerlan, le fondateur de l'Empire timouride, il ne parvient pas à s'imposer à la mort de son grand-père, en 1405, et meurt après quelques mois d'un règne marqué par les querelles intestines.

## Biographie
Pir Muhammad est le fils de Djahangir, le fils aîné de Tamerlan, mort en 1376. À la mort de son grand-père, en février 1405, il est âgé de 31 ans et exerce la charge de gouverneur de Kandahar, loin des centres de pouvoir de l'Empire timouride. Il est confronté à l'émergence de plusieurs prétendants au trône : son cousin germain Khalil Sultan se fait proclamer sultan à Samarcande et domine la Transoxiane, tandis que son oncle Chahrokh s'impose à Hérat, dans le Khorassan,.
Afin d'éliminer ses rivaux, Pir Muhammad quitte Kandahar à la tête d'une armée et se dirige vers la Transoxiane, mais ses forces sont vaincues par celles de Khalil Sultan près de Karchi. Il bat en retraite vers l'Afghanistan, mais son règne est de courte durée : il est assassiné par son vizir en 1407,.